# Joe Mahoney
Joseph Edward Mahoney (né le 1er février 1987 à Albany, New York, États-Unis) est un joueur de premier but des Ligues majeures de baseball ayant évolué avec les Orioles de Baltimore et les Marlins de Miami entre 2012 et 2013.

## Carrière
Athlète évoluant à l'Université de Richmond en Virginie, Joe Mahoney est un choix de sixième ronde des Orioles de Baltimore en 2007.
Il fait ses débuts dans le baseball majeur avec les Orioles le 7 juillet 2012. Il ne joue que deux matchs. Le 30 novembre 2012, les Marlins de Miami le réclament au ballottage.